# Schefflera catanduanensis
Schefflera catanduanensis är en araliaväxtart som beskrevs av Elmer Drew Merrill. Schefflera catanduanensis ingår i släktet Schefflera och familjen araliaväxter. Inga underarter finns listade.